# 市民公園駅
市民公園駅（シミンゴンウォンえき）は、大韓民国仁川広域市弥鄒忽区佳佐洞にある仁川交通公社2号線の駅である。文化創作地帯という副駅名がある。

## 駅構造
相対式ホーム2面2線の地下駅である。

### のりば
| 上り | ●仁川2号線 | 朱安・黔岩・黔丹梧柳方面 |
| 下り | ●仁川2号線 | 仁川市庁・雲宴方面       |

## 駅周辺
- 市民公園
- 文化創造地帯
- 仁川工団郵便局
- 仁川朱安初等学校
- 朱安路地下商店街
- 朱安1洞聖堂

## 歴史
- 2015年10月5日 - 市民公園駅(文化創作地帯)に駅名確定[1]
- 2016年7月30日 - 仁川交通公社2号線開通と同時に営業開始[2]

## 隣の駅
仁川交通公社
●仁川都市鉄道2号線
朱安駅 (I218) - 市民公園駅 (I219) - 石バウィ市場駅 (I220)